# Yann Dedet
Pour les articles homonymes, voir Dedet.
Yann Dedet, né le 25 janvier 1946 à Paris, est un monteur, acteur, scénariste et réalisateur français.

## Biographie
Yann Dedet dit de son enfance : « Grâce à une caméra Paillard-Bolex 8 millimètres qu’on m’a offerte quand j'ai eu onze ans, j'ai rapidement saboté mes études et me suis retrouvé assez vite aux Laboratoires de tirage cinématographiques de Saint-Cloud. »

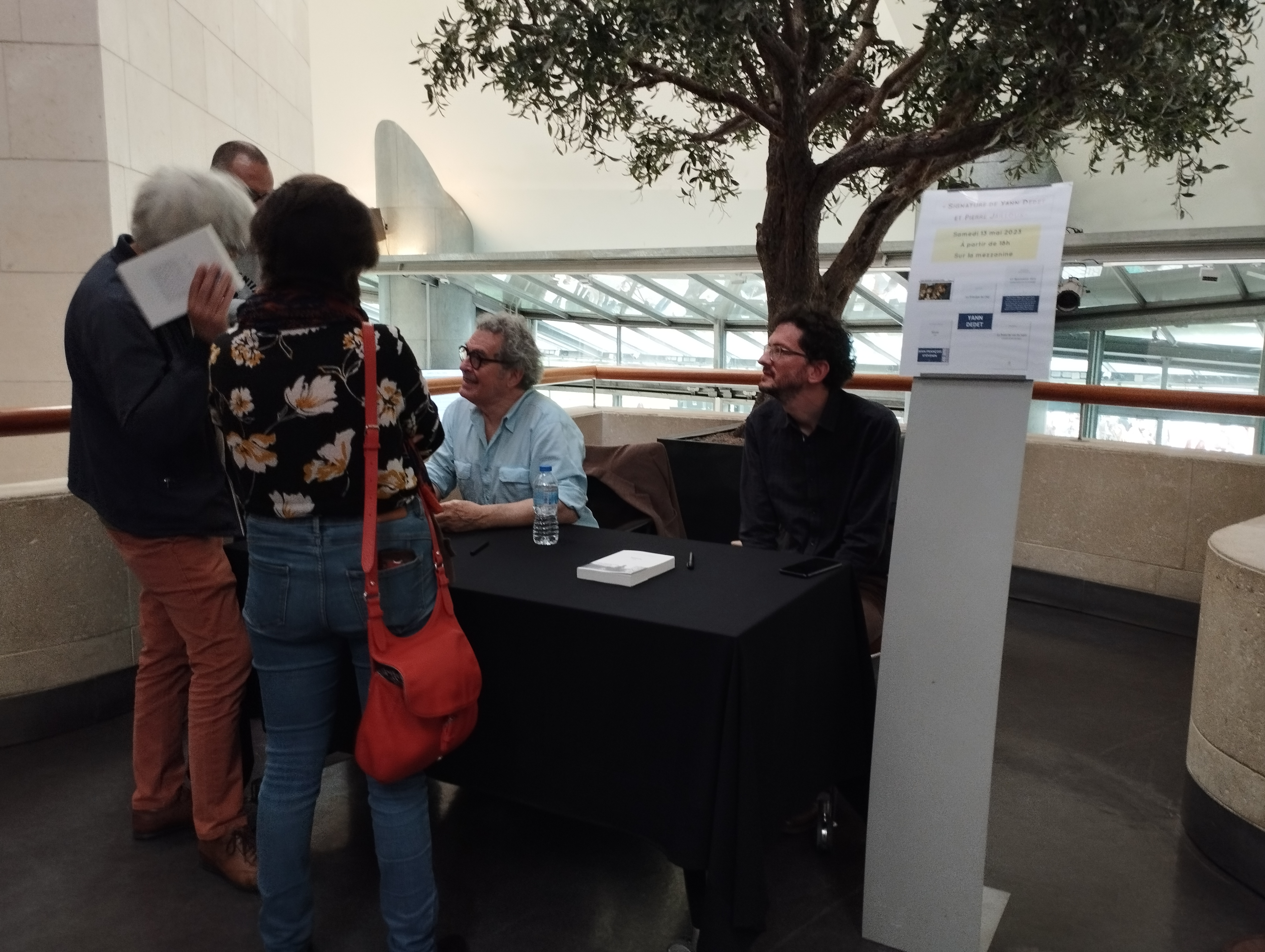
Yann Dedet lors d'une séance de dédicace à la Cinémathèque française, en mai 2023.

Intervenant à La Fémis et à la CinéFabrique, il a notamment travaillé avec François Truffaut, Maurice Pialat et Jean-François Stévenin,.

### Famille
Il est le père de Jules Dedet Granel (l'artiste urbain L'Atlas), et de Félix Dedet Roüan (luthier).

## Filmographie

### Comme monteur
- 1971 : Les Deux Anglaises et le Continent de François Truffaut
- 1971 : L'Avance (court-métrage) de Bernard Dubois
- 1972 : Une belle fille comme moi de François Truffaut
- 1973 : La Nuit américaine de François Truffaut
- 1973 : Je sais rien, mais je dirai tout de Pierre Richard
- 1974 : Les Lolos de Lola de Bernard Dubois
- 1974 : Sweet Movie de Dušan Makavejev
- 1975 : L'Histoire d'Adèle H. de François Truffaut
- 1975 : Né- de Jacques Richard
- 1976 : L'Argent de poche de François Truffaut
- 1978 : Passe montagne de Jean-François Stévenin
- 1980 : Parano de Bernard Dubois
- 1980 : Loulou de Maurice Pialat
- 1980 : Guns de Robert Kramer
- 1981 : L'Amour trop fort de Daniel Duval
- 1981 : Neige de Juliet Berto
- 1983 : À nos amours de Maurice Pialat
- 1985 : Police de Maurice Pialat
- 1986 : Double messieurs de Jean-François Stévenin
- 1987 : Nouilles (court-métrage) de Marilyne Canto
- 1987 : Sous le soleil de Satan de Maurice Pialat
- 1988 : 36 Fillette de Catherine Breillat
- 1989 : Mona et moi comontage, de Patrick Grandperret
- 1990 : Trois Années de Fabrice Cazeneuve
- 1990 : Outremer de Brigitte Roüan
- 1991 : J'entends plus la guitare (comontage) de Philippe Garrel
- 1991 : Van Gogh de Maurice Pialat
- 1993 : Moi Ivan, toi Abraham de Yolande Zauberman
- 1993 : L'Enfant lion (comontage) de Patrick Grandperret
- 1993 : La Naissance de l'amour (comontage) de Philippe Garrel
- 1994 : Sale Temps pour les mouches (court-métrage) de Christine Rabette
- 1994 : Trop de bonheur de Cédric Kahn
- 1994 : Le Fils préféré de Nicole Garcia
- 1995 : En avoir (ou pas) de Lætitia Masson
- 1995 : Le Fabuleux Destin de madame Petlet de Camille de Casabianca
- 1996 : Jeunesse sans dieu de Catherine Corsini
- 1996 : Le Cœur fantôme (comontage) de Philippe Garrel
- 1996 : Jeunes Gens de Pierre-Loup Rajot
- 1996 : Nénette et Boni de Claire Denis
- 1997 : Marion de Manuel Poirier
- 1997 : Western de Manuel Poirier
- 1998 : On a très peu d'amis de Sylvain Monod
- 1998 : Denis de Catherine Corsini (TV)
- 1998 : Place Vendôme de Nicole Garcia
- 1998 : Hanuman (comontage) de Frédéric Fougea
- 1998 : L'Ennui de Cédric Kahn
- 1999 : Marée haute de Caroline Champetier
- 1999 : Les Terres froides de Sébastien Lifshitz
- 2000 : La Vie moderne de Laurence Ferreira Barbosa
- 2000 : Presque rien de Sébastien Lifshitz
- 2001 : Te quiero de Manuel Poirier
- 2001 : Roberto Succo de Cédric Kahn
- 2003 : Clandestino de Paule Muxel
- 2004 : Feux rouges de Cédric Kahn
- 2004 : Terre promise (Promised Land) (co-montage) d'Amos Gitaï
- 2004 : Quand nous étions punk (court-métrage) de Pascal Rambert
- 2005 : Car Wash (court-métrage) de Pascal Rambert
- 2005 : Free Zone (comontage) d'Amos Gitaï
- 2005 : Belhorizon d'Inès Rabadán
- 2005 : Selon Charlie de Nicole Garcia
- 2007 : Dans les cordes de Magaly Richard-Serrano
- 2008 : Aka Ana, documentaire  d'Antoine d'Agata
- 2008 : Lady Chatterley (co-montage avec Mathilde Muyard) de Pascale Ferran
- 2008 : Les Illusions, court métrage de James Thierrée
- 2008 : La Frontière de l'aube de Philippe Garrel
- 2008 : L'Autre de Pierre Trividic et Patrick Mario Bernard
- 2009 : Drift away de Daniel Sicard
- 2009 : Robert Mitchum est mort d'Olivier Babinet et Fred Kihn
- 2011 : Polisse (comontage) de Maïwen Le Besco
- 2011 : Propriété interdite d'Hélène Angel
- 2011 : Ça commence par la fin de Michaël Cohen
- 2013 : Casa Nostra de Nathan Nicholovitch
- 2013 : La Braconne de Samuel Rondière
- 2011 : Le monde nous appartient de Stephan Streker
- 2012 : Mauvaise Fille de Patrick Mille
- 2013 : La Jalousie de Philippe Garrel
- 2014 : Le Sens de l'humour de Marilyne Canto
- 2015 : À 14 ans de Hélène Zimmer
- 2016 : L'Économie du couple de Joachim Lafosse
- 2016 : Dans la forêt de Gilles Marchand
- 2019 : Fête de famille de Cédric Kahn
- 2021 : Délicieux d'Éric Besnard
- 2023 : Le Procès Goldman de Cédric Kahn

### Comme acteur
- 1973 : La Nuit américaine de François Truffaut
- 1979 : Médecins de nuit de Nicolas Ribowski, épisode : Le livre rouge (série télévisée)
- 1983 : Vivement dimanche ! de François Truffaut
- 1984 : L'Amour en héritage (Mistral's Daughter) de Douglas Hickox / Kevin Connor (feuilleton TV)
- 1984 : Laisse béton de Serge Le Péron
- 1985 : Police de Maurice Pialat
- 1985 : Châteauvallon, de Serge Friedman, Paul Planchon et Emmanuel Fonlladosa : Paul Bossis
- 1987 : Sous le soleil de Satan de Maurice Pialat
- 1988 : Dernier Cri de Bernard Dubois
- 1988 : Quand je serai jeune de Yann Dedet (court-métrage)
- 1989 : Peaux de vaches de Patricia Mazuy
- 1989 : Mona et moi de Patrick Grandperret
- 1989 : Erreur de jeunesse de Radovan Tadic
- 1990 : Outremer de Brigitte Roüan
- 1991 : L'Homme imaginé de Patricia Bardon

### Comme scénariste
- 1985 : Grosse
- 1988 : Quand je serai jeune
- 2002 : Le Pays du chien qui chante

### Comme réalisateur
- 1974 : La plus forte de Strindberg (court métrage)
- 1988 : Quand je serai jeune (court métrage)
- 2002 : Le Pays du chien qui chante (long métrage de fiction)
- 2006 : Le Théâtre populaire japonais (documentaire japonais)
- 2007 : Retour à l'Hijigawa (documentaire japonais)
- 2008 : Koto Corse (documentaire japonais)
- 2009 : Toiles de pluie, toiles de fruits (documentaire japonais)
- 2009 : L'Autre Côté[5] (documentaire japonais)

## Distinctions

### Récompenses
- Prix du meilleur film de télévision de montagne à Autrans pour Le Pays du chien qui chante
- César 2012 : meilleur montage pour Polisse

### Nominations
- César 1986 : meilleur montage pour Police
- César 1988 : meilleur montage pour Sous le soleil de Satan
- César 2024 : meilleur montage pour Le Procès Goldman

## Publication
- Le Point de vue du lapin. Le roman de « Passe Montagne », P.O.L., 2017
- Le spectateur zéro. Conversation sur le montage, P.O.L., 2020